# Pedrera (Séville)
Pour les articles homonymes, voir Pedrera.
Pedrera est une commune située dans la province de Séville de la communauté autonome d’Andalousie en Espagne.

## Géographie

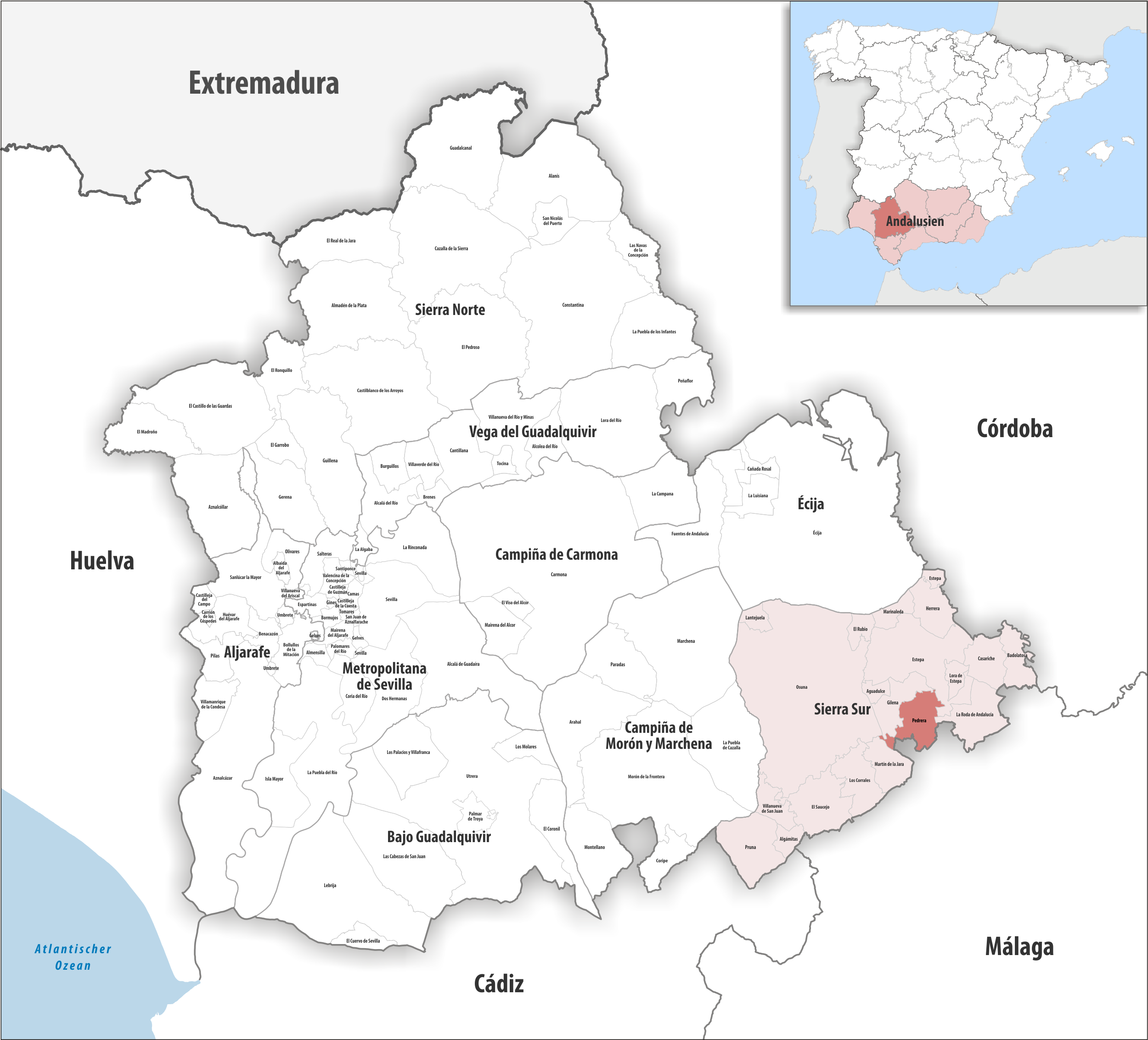
Pedrera dans la comarque Sierra sud de Séville, province de Séville / en Andalousie

### Localisation
La commune de Pedrera est dans le sud-est de la province de Séville et dans le sud de la comarque Sierra sud de Séville ; elle jouxte une commune de la province de Malaga au sud.
Séville est à 109 km ouest ;
Madrid à 491 km nord ;
Malaga à 90 km sud-est ;
Gibraltar à 195 km sud-sud-ouest (distances par route).

### Communes voisines
Toutes les communes voisines dans la province de Séville font partie de la comarque Sierra sud de Séville. Sierra de Yeguas, dans la province de Malaga, est dans la comarque de Guadalteba.

## Histoire
La carrière de calcaire de Matagallar a été ouverte en 1925.

## Administration
| Période                                  | Période | Identité | Étiquette | Qualité |
| ---------------------------------------- | ------- | -------- | --------- | ------- |
| N/A                                      | N/A     | N/A      | N/A       | Maire   |
| Les données manquantes sont à compléter. |         |          |           |         |

## Économie
Le calcaire de Matagallar contient 99,6 % de calcite et très peu d'impuretés (SiO2 < 0,05 %, Al2O3 < 0,05 %…), ce qui lui donne un blanc profond. Dior, Louis Vuitton et Ralph Lauren l'ont choisi pour l'intérieur de leurs magasins ; en 2019 la marque Zara s'est servi de la carrière comme arrière-plan pour la présentation de sa collection. La grande pureté de ce calcaire a permis de l'utiliser en 2014 dans des tests de carbonation et calcination en cycles multiples.

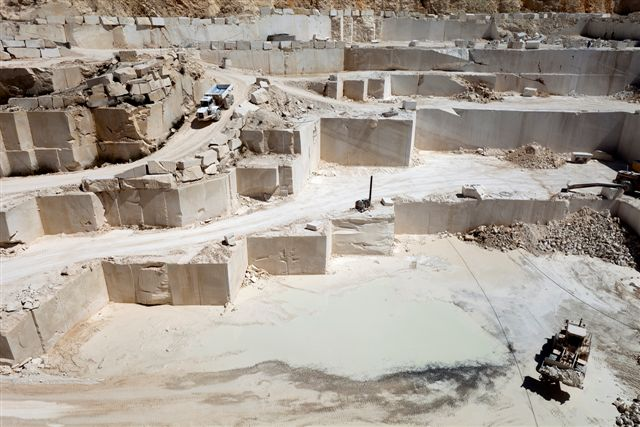
Carrière de calcaire de Matagallar